# SL The Game
SL The Game är ett datorspel utvecklat av Gazoline graphics och Nord & Syd Virtual för Stockholms Lokaltrafik från 1997 för Windows 95. I spelet är spelaren VD för Stockholms Lokaltrafik. Spelaren har ansvar för budgeten och att styra hela kollektivtrafiken i Stockholms innerstad och hela järnvägsnätet i Stockholms län. Spelet finns i tre svårighetsgrader och spelaren kan välja att starta med ett tom spelplan eller den korrekta linjetrafiken från 1997. För att få spelaren att klara spelet måste den som spelar få resenärerna att vilja åka i kollektivtrafiken och får då ta hänsyn till vart resenärerna vill åka för en rimlig kostnad utan att hamna under budgeten. Fordonen som resenärerna färdas i får inte vara överbelastade men får samtidigt inte heller vara underbefolkade. Resandeunderlaget ändras ständigt under spelet så spelaren måste vara vaksam. Under tiden som spelet var under produktion kunde besökarna utan kostnad prova spelet på Stockholms Spårvägsmuseum och köpa det på SL Center och i museets butik. Spelet delades även ut gratis till alla skolor i Stockholms län. Sedan 2013 har Spårvägsmuseet spelet tillgängligt för nedladdning gratis på sin Facebook-sida.

### Fotnoter
1. ↑  ”Computer simulated learning and presentation”. ins-news.com. https://www.ins-news.com/en/100/370/237/Computer-simulated-learning-and-presentation-.htm. Läst 24 mars 2011.
2. ↑  https://www.facebook.com/270038314014/photos/a.392466244014.169380.270038314014/10151689403234015/